# Филипенко Іван Павлович
Іван Павлович Филипенко (14 (26) серпня 1891, поселення Шостка Глухівського повіту Чернігівської губернії — 27 серпня 1983, Волусія, Флорида, США) — учасник Першої світової війни, білогвардієць, емігрант, оперний співак у Австрії, Франції, Італії, Німеччині та США, професор.

## Життєпис
Іван Павлович Филипенко народився у поселенні Шостка Глухівського повіту Чернігівської губернії у родині відставного фельдфебеля Павла Остаповича Филипенка та його дружини Мотрони Іванівни з роду Іванових. Мав старшого брата Георгія Павловича Пилипенка — коменданта Шостки за часів Української Держави у 1918 році та старшу сестру Марію Павлівну Пилипенко.
Батько, Павло Остапович Филипенко походив з міщан міста Ніжина та помер 11 (24) січня 1904 на 54 році життя. Мати померла 28 березня 1932 року на 86 році життя. Родина перед приходом до влади більшовиків жила заможно й володіла двома будинками у Шостці. Павло Остапович після роботи фельдфебелем працював жандармом у Конотопі, а опісля отримував солідну пенсію та працював на Шосткинському пороховому заводі до самої смерті. Мати мала бакалійну лавку та торгувала приблизно до 1914 року. Брати Георгій та Іван училися у гімназії та у московському університеті.
У 1915 році Филипенко робить перші кроки на сцені, про нього з'являються перші відгуки:

| Филипенко, чия кар'єра тільки почалася, вже цінний артист. Голос молодого тенора напрочуд глибокий і потужний, а впевненість його техніки - це результат навчання у Московській консерваторії. Це справжній "Tenore di forza". |

### У Імператорській та Білій арміях
Під час Першої світової війни, у 1917 році, Филипенко з добровольців Севастопольського фортечного артилерійського полку був підвищений у званні в офіцери (прапорщик).
У 1918 році Филипенко завідував власним рестораном, який відкрив у своєму домі у Шостці.
Згодом Филипенко потрапив до Збройних Сил Півдня Росії до 2-ї важкої батареї. До грудня 1919 він закінчив курс офіцерської артилерійської школи. У 1920 році перебував у армії Врангеля у Криму.
За Денікіна служив у карному розшуку Ялти. Колишній присяжний повірений.

### На еміграції

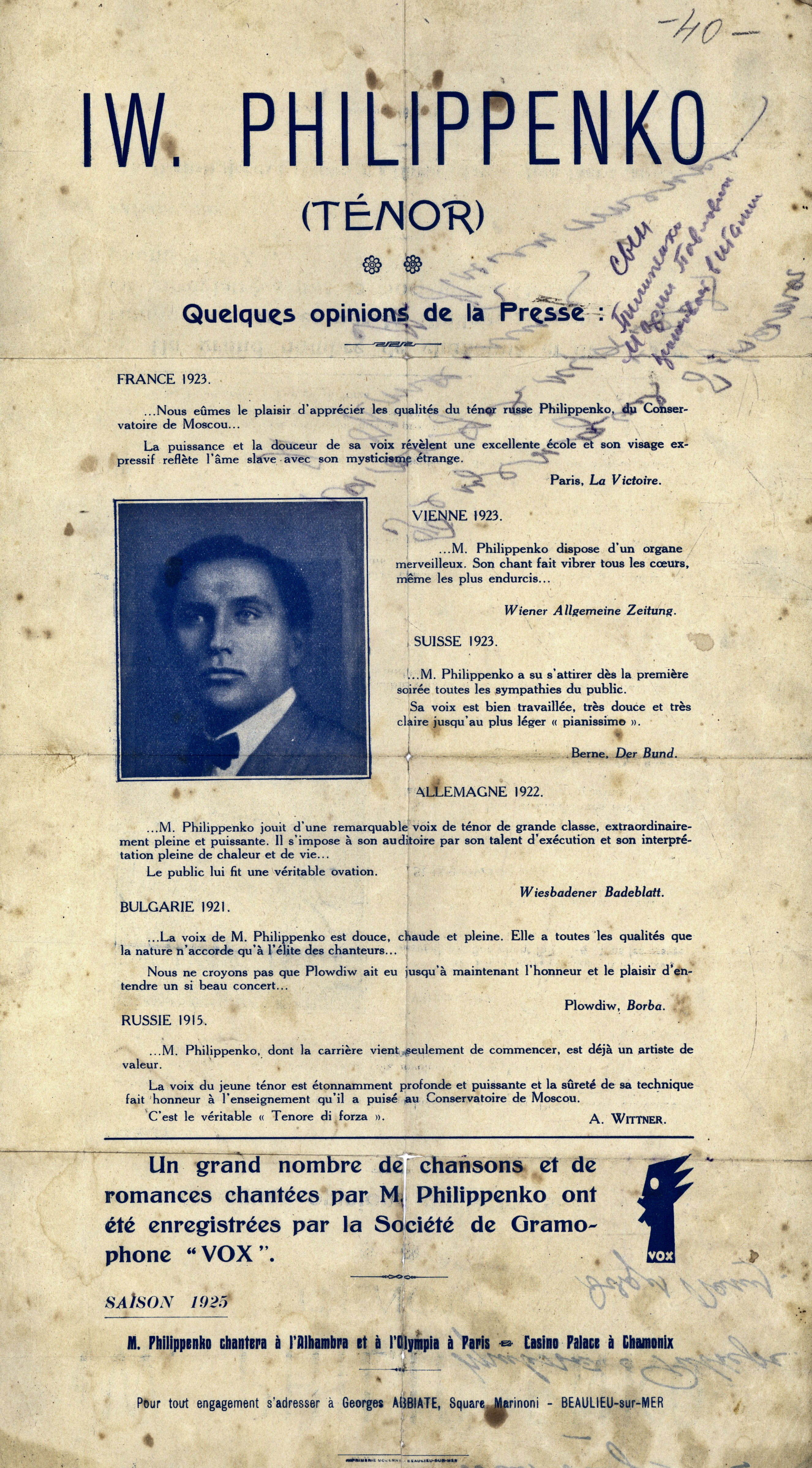
Французька рецензія на Івана Павловича Филипенка

#### У Європі
Очевидно Филипенко був евакуйований із залишками армії Врангеля та опинився у Туреччині, де ймовірно став членом Товариства Галліполійців. У 1921 році він прибув з Константинополя до Болгарії де дав два концерти у театрі К. Ранкова у Пловдіві. У 1922 році він виступав у Німеччині, у 1923 - у Швейцарії, Відні (Австрія), Празі (Чехословаччина) та Франції. Зокрема у Відні Филипенко гастролював на Новій сцені Відня під керівництвом Ісаака Дуван-Торцова а у Празі - у складі російського художнього театру під керівництвом М. А. Долінова, що виступав з операми «Блакитний птах», «Літуча миша», «Маска», «Золотий півень».
Далі на еміграції у жив у Парижі. Виступав із сольними концертами в залі на 77, rue Pigalle, 9-е (1923) і залі Malakoff (1924), на суботниках «Російської газети» (1923—1924), у концертних програмах Російського літературно-артистичного гуртка (1925), у театрі Олімпія (1924—1925), а також гастролював у Мілані з трупою «Російські маски» у театрі Тріанон (1924). Саме у Франції закріпилося написання його імені, яке він використовуватиме надалі Iwan Philippenko.
У 1925 році переїхав до Італії, жив у Мілані за адресою Via Marino 1 а згодом Vialle Abeuzzi 64 та Via Olindo Guerrini 3. В одній квартирі з ними проживав Казимир Едуардович Оссер, студент медичного факультету.
Як оперний співак виступав з оркестром під керівництвом маестро Джузеппе Подеста, вчився у відомого тенора Джузеппе Анселмі.
Перебував під наглядом італійських спецслужб за підозрою в невдалому замаху в 1927 на радянського посла у Римі Лева Каменєва.
У цей період Филипенкові через третіх осіб вдавалось листуватися з матір'ю, що жила у Шостці, та навіть передавати їй гроші.
Дівчиною, а згодом дружиною Филипенка була американська оперна співачка Міньйон Спенс (1905—1997). У 16 років Міньйон покинула батьківський дім заради співу. Спочатку вона опинилася у Нью-Йорку, де дебютувала у опереті. Втім через нестачу досвіду вона вирішила поїхати до Італії, де у Мілані, стала ученицею у Филипенка. Врешті Міньйон оволоділа не лише співом, а й вільно розмовляла італійською, німецькою та французькою мовами. Згодом вона стала членкою Метрополітен-опери у Нью-Йорку та постійним гостем Берлінської державної опери, та зокрема опер Бремена, Брюсселя, Антверпена, Гааги та ін.
У листопаді 1935 року вже професор Филипенко разом з Міньйон Спенс їздив до США.
Щонайменше з 1936 року Филипенко проживав у Берліні, де мешкав за адресою Bleibtreustraße 25. 12 вересня 1939 року він побрався шлюбом із Міньйон Спенс. Подружжя Филипенків мало у Берліні, вокальну студію. Саме там вони у 1938 та 1940 роках отримали еміграційні візи.

#### У Америці
У вересні 1940 року Іван та Міньйон Филипенки, через Лісабон (Португалія), мігрували до Америки. Слід зазначити, що увесь час перед тим, в еміграції Филипенко жив у статусі апатрида.
У 1942 році Филипенко жив за адресою 200 West 57th Street, Нью Йорк та мав власну вокальну студію. Станом на початок 1950х років разом з дружиною заробляв на життя зокрема уроками співу як у Нью Йорку, так і у Маунт Кіско
У 1956 році Филипенко мав вокальну студію у місті Орландо, Флорида за адресою 740 Clay Street.
Щонайменше з 1936 по 1951 році Филипенко презентував себе під псевдонімом Filippo Navi.
Помер Іван Павлович Филипенко 27 серпня 1983 у Volusia, Флорида, США.